# Улица Свердлова (Ярославль)
У́лица Свердло́ва (бывшая Борисоглебская улица, Тутаевская улица) — улица в центральной части города Ярославля. Проходит от улицы Ушинского до улицы Чкалова. Нумерация домов ведётся от улицы Ушинского.

## История
Улица была спроектирована по регулярному плану 1778 года и названа Борисоглебской по городу Борисоглебску Ярославской губернии. Первоначально она пролегала от Стрелецкой улицы до городского вала. На планах 1846—1870-х годов упоминается обиходное название — Подьяческая улица, по расположенным на ней дворам подьячих (так по старинке называли писцов). Для части улицы (от Духовской до Мологской улицы) встречалось также разговорное название Лютеранская улица, по расположенной здесь лютеранской церкви.
В начале XX века в связи с расширением города улица была продлена за Городской вал, новая часть улицы получила обиходное название Новоборисоглебская улица (по возникшей здесь Новоборисоглебской слободе).
В 1924 году советские власти переименовали Борисоглебскую улицу в Тутаевскую (а город Романов-Борисоглебск — в Тутаев). В начале 1940-х улицу снова переименовали — в улицу Свердлова в честь революционера Я. М. Свердлова.
В 1950—1960-х годах в ходе застройки района Пятёрка улица была продлена до улицы Чкалова.

## Здания и сооружения
- № 5 — Центральный дворец бракосочетания
- № 9 — Ярославский камерный театр, бывший кинотеатр «Арс», построенный в 1913 году по проекту Григория Саренко[2]
- № 16 — Гостиница «Медвежий угол», построенная в 1985 году, жилой дом Вавилова конец XVIII века
- № 21, 21а, 23а, 23, 25/28 — Бутусовский посёлок
- 25б доходный дом Ябелова конец XIX века
- № 25в — Ярославская областная универсальная научная библиотека им. Н. А. Некрасова
- № 28 — Бывший жилой дом Галкина середина XIX века
- № 32 — Лютеранская кирха святых Петра и Павла (1840-е годы, архитектор П. Я. Паньков)
- № 49а — Спортивно-оздоровительный комплекс «Спорт лайн», бывший спортивный комплекс «Автомобилист»
- № 62 — Средняя школа № 71